# Тауєкель-хан
Тауєкель Багадур-хан (каз. Тәуекел бахадүр хан; 1562−1598) — казахський поет і правитель, хан Казахського ханства у 1582—1598 роках.

## Життєпис
Був сином і спадкоємцем Шигай-хана. Досконало володів перською мовою, якою писав вірші в стилі маснаві.

### Правління
За часів свого правління Тауєкель тісно спілкувався з духовенством, будував мечеті й медресе в містах, що підкорялись його владі.
Тауєкель приєднався до Абдулли-хана II в боротьбі проти ташкентського правителя Баба-султана. Втім уже 1583 року казахський хан розірвав стосунки з Абдуллою II, запідозривши його в недоброзичливості.
Також Тауєкель-хан мав значний вплив на внутрішньополітичні справи Могулістану.
1586 року Тауєкель розпочав війну за присирдарь'їнські міста, здійснивши спробу заволодіти Ташкентом. Довідавшись, що війська Абдулли II зосереджені на півдні, Тауєкель напав на північні райони Мавераннахру. Той його напад поставив під загрозу такі центри, як Туркестан, Ташкент і навіть Самарканд. Він зумів розбити ополчення Ташкента, однак коли проти нього виступив з Самарканда брат Абдулли II — Убайдаллах, Тауєкель не прийняв бій і відступив. Перша спроба Тауєкеля заволодіти Ташкентом завершилась невдало. 1598 року Тауєкель здійснив новий набіг на державу Шейбанідів. Приводом для виступу стала суперечка Абдулли II зі своїм сином Абдалмумін-ханом. Абдулла II не вважав Тауєкель-хана гідним противником і відрядив проти нього війська султанів, емірів прикордонних областей і частину своїх військ. Битва, в якій військо Абдулли II зазнало нищівної поразки, відбулась у місцевості між Ташкентом і Самаркандом. Абдулла II мобілізував нове військо й сам його очолив. Після того як Абдулла II виступив у напрямку Самарканда, щоб покінчити з військом Тауєкеля, здоров'я правителя Шейбанідів похитнулось і невдовзі він помер. У зв'язку з цим у серпні 1598 року Тауєкель-хан розгорнув бурхливу діяльність, зосередивши значні сили в горах Алатау.
Тауєкель-хан, заволодівши вілайєтами Туркестану й Мавераннахру, передусім Ахсікетом, Андижаном, Ташкентом і Самаркандом до самого Мійанкала, залишив свого брата Єсім-султана з двадцятьма тисячами воїнів у Самарканді, а сам із військом у 70-80 тисяч вояків вирушив до Бухари. На той час у Бухарі було не більше 10-15 тисяч вояків, і її правитель Пірмухаммед-хан II, а також еміри міста вирішили не виходити за стіни та не зустрічатись у відкритому бою, а укріпили вежі та стіни і приготувались до облоги. Битва тривала одинадцять днів, на дванадцятий бухарське військо вийшло з міста та завдало казахам поразки. Єсім-султан, розгніваний такими подіями, відрядив до Тауєкеля гінця. У посланні повідомлялось, що велика ганьба, коли велике військо зазнає поразки від бухарського, і якщо хан повернеться із втечею до Самарканда, то може зустріти опір. Тому найкращим виходом він бачив повернення до Бухари, а сам Єсім-султан приєднався до нього з військом, що було при ньому.
Утім Пірмухаммед-хан II зумів відтіснити казахів із завойованих територій. Тауєкель-хан зазнав поранення, відступив у Ташкент і невдовзі помер.

### Зовнішні відносини
Тауєкель-хан підтримував дипломатичні відносини з імперією Великих Моголів, Ногайською ордою, Сибірським ханством, державою Сефевідів і Московським царством.